# ビッ友×戦士 キラメキパワーズ!
『ビッ友×戦士 キラメキパワーズ!』（ビッともせんし キラメキパワーズ!）は、2021年7月11日から2022年6月26日までテレビ東京系列全6局他で放送されていた少女向け特撮テレビドラマ。「ガールズ×戦士シリーズ」第5弾。キャッチコピーは「大冒険をゲームスタート！」。

## 概要
今作も主演はオーディションで選出された。第0話では当初発表されていた永山椿と深澤日彩の2名に加え、比嘉優和と佐藤栞奈の2名も主演に選ばれたことが発表され、本編放送前に追加戦士が2名登場することが明らかとなった。発表当初は役名は非公表だったが、8月22日に開催された「ちゃおフェスLIVEオンライン2021」にて比嘉、佐藤が戦士姿で公の場に初登場し、役名も発表された。
なお、シリーズ恒例の主演キャストのみによる音楽グループが今作では結成されておらず、主題歌はOPやEDと共に今作の主演4名と前作の主演4名のうち2名が参加した6人組ガールズ・パフォーマンスグループ「Lucky2」が担当している。
2022年4月10日より「リズスタ -Top of Artists!-」が9:15から放送されることに伴い、同日放送の第39話より放送時間が9:00 - 9:15に短縮された。
2022年6月26日放送の最終回を以て『アイドル×戦士 ミラクルちゅーんず!』から5年3ヶ月連続で放送された『ガールズ×戦士シリーズ』は終了した。

## あらすじ
2021年の夏休み、主人公の桃瀬キラリの前にゲーム機の中からひめにゃんが飛び出してくる。実はひめにゃんは剣と魔法の人気ゲーム「キラもり」に出てくるキラパワ王国のプリンセスであり、敵のマックラ帝国に襲われ、こっそりネコに変身して逃げてきた。ところが、マックラ帝国もひめにゃんを追ってきて大ピンチに。ビビ〜ッと来たキラリはひめにゃんと「ビッ友」になり、後にキラリたちはキラメキパワーズに変身してマックラ帝国に立ち向かう。心強い仲間や大切なキラパワメモリーを集め、強敵たちとのバトルに勝利し、最後はマックラ帝国の闇の魔女・マックララを倒して世界を守ることを決心する。

## 登場人物

### キラメキパワーズ
彼女たちがキラパワに変身するためには、原則的にプリンセスの力が必要であり、これを封じられてしまうとキラパワへの変身ができなくなってしまう。
桃瀬キラリ / キラパワサニー
演 - 永山椿
本作品の主人公。心おどるとビビ〜っときちゃう猪突猛進な性格の小学5年生。友達になりたいとビビ〜っと思った相手と「ビッ友」になる。変身すると顔の横あたりのポニーテールになり､ポニーテールが少し短くなる。ユヅキのことは当初は「ユヅキちゃん」と呼んでいたが、第6話終盤より「ユヅキ」と呼ぶようになる。称号は「太陽の勇者」で、口癖は「ビビ〜〜っとキッタあ〜〜!」。
紫守ユヅキ / キラパワムーン
演 - 深澤日彩
誰かの力になって、癒してあげたい優しい心の持ち主のきら星中学校の2年生。物語開始前、マックラ帝国の闇の四天王・マックラクラスケによってイヤサナ〜イヤミーにされてしまったが、キラパワサニーの活躍によって元に戻る。中学では沢山の部活を掛け持ちしている。変身するとお団子からおかっぱのような髪型に変わる。キラリのことは当初は「キラリちゃん」と呼んでいたが、第6話終盤より「キラリ」と呼ぶようになる。称号は「月の癒し手」で、口癖は「私が力になれるなら!」。
赤星ホノカ / キラパワファイン
演 - 比嘉優和
第11話でぴっぴぃがメタモルメモリーのパワーによって生まれ変わった姿。勝負ごとに燃える、負けず嫌いな性格。きら星中学校の2年生で運動が得意であり、幾多の運動部から勧誘を受けている。諦めない強い心を持つ。変身するとロングヘアからショートヘアになる。称号は「炎のバトルマスター」で、口癖は「キラッキラに燃えてる!」。
青羽コユキ / キラパワスノー
演 -佐藤栞奈
第11話ではむりぃがメタモルメモリーのパワーによって生まれ変わった姿。ちょっと怖がりだが、勇気に溢れている。きら星中学校の2年生だが、転生した当初はひめにゃんを守る以外のやることに目を向けたことがなく悩んでいたが、ユヅキのアドバイスでさまざまなことに興味を持つようになる。元気がなくなったり落ち込んだりすると、語尾に「はむぅ～」と口に出してしまう。キメる時にはキメる性格。称号は「雪の魔法使い」で、口癖は「今こそがキメる時!」。

### キラパワ王国
プリンセス
演 - 増田來亜（Girls2）
ゲームの中にあるキラパワ王国のお姫様。闇の魔女マックララに襲われ、こっそりネコ（ひめにゃん）に姿を変えて人間界に逃げてきた。
ひめにゃん
声 - 並木さくら
人気ゲーム『キラパワもりもりアドベンチャー』のキラパワ王国のお姫様。マックラ帝国の魔女・マックララに襲われた時、こっそりネコの姿に変え、人間の世界へ逃げてきた。この姿になってもある程度はプリンセスとしての力が使え、その力でキラパワの4人は変身が可能なのである。
いちごとミルクが大好物。
第25話にて1人でビッ友カフェでミルクを飲んでいる最中、ビッ友カフェに乱入してきたマックラ帝国の闇の四天王の少女・クラリスに拉致され、マックラ帝国へ連れて行かれてしまう。第28話でキラパワに救出されると同時に、クラリスによってリアルな子猫の姿に変えられる呪いをかけられてしまう。一時はこの呪いが完全になり、プリンセスとしての力やキラパワ4人の変身が封じられてしまうも、ビビッとマックスの力によりクラリスを一度完全浄化したことで、元のひめにゃんの姿に戻ることができた。
シャイニーさん
演 - 松本享恭
キラパワ王国の執事。お姫様のことが心配でゲームの世界から人間界にやってきた。普段はビッ友カフェのマスターをしている。キラパワ城東京支店に行くときに執事の格好に変わる。
ぴっぴぃ
声 - 宮下早紀
ひめにゃんのおともで大切なお友達。いろんなことに「キラッキラに燃えてるっぴぃ！」と燃えちゃうタイプ。くちばしでのつっつき攻撃が得意だが、あまり痛くないらしい。
第4話でマックラ帝国の闇の四天王・マックラクラスケによってぴっぴぃヤミーにされたが、キラメキパワーズの活躍によって元に戻った。
第11話でメタモルメモリーのパワーにより赤星ホノカに生まれ変わった。
はむりぃ
声 - 渡部紗弓
ひめにゃんのおともで大切なお友達。 とっても怖がりで、よく「はむぅ〜」と気絶してしまうが、実は強い心を内に秘めているらしい。はむはむと噛む攻撃が得意だが、くすぐったいだけである。
第11話でメタモルメモリーのパワーにより青羽コユキに生まれ変わった。

### マックラ帝国
マックララ/ピッカリリ
演 - 山口乃々華
キラパワ王国を闇に包んだマックラ帝国の魔女。人間界に逃げたプリンセスを追いかけてきた。
全世界を闇で染め上げるためならば手段を選ばず、配下の闇の四天王でさえも利用し尽くす冷酷さを持っている。特にマックラクラスケやヤミジロウ、ヤミサブロウには、失敗する度怒りを露わにしている。
プリンセスがネコの姿になったことについて当初は知らなかったが、第24話にて絶体絶命のキラパワの4人をワープで避難させたひめにゃんの力を目の当たりにし、彼女にプリンセスの疑惑を持ち始める。そしてその疑惑は、後述のクラリスが初めてひめにゃんをマックラ城に連れてきた際、自身の力と拮抗したことで確信へ変わる。
その後もひめにゃんを消そうとするが、ひょんなことからクラリスによって逃されてしまう。しかし、同時にかけられた呪いのことを聞くとクラリスを褒め称える。そしていざ、キラパワがプリンセスの力を失うと変身できなくなることを白状しても、「キラパワも人間だからいずれクラリスを忘れる」「ひめにゃんが猫になればずっと一緒にいられる」と言葉巧みにクラリスを惑わし、キラパワを完全に追い詰める。
しかし、キラパワのビビッとマックスへの覚醒、それによるクラリスの敗北、呪いの解除を知るや否やクラリスを回収し、クラリスを再び孤独へと堕とし、配下のマックラヤミーと共に本格的に動き出す。その間も、再び孤独に堕としたクラリスを言葉巧みに追い詰め、ダークラリスとして覚醒させ、キラパワと戦わせる。
他の四天王が覚醒体で敗北したらすぐ見限るのに対し、クラリスだけは限界突破して敗北しても一度は取り戻そうとするほど目をかけていた。だが、彼女の覚醒体であるダークラリスの敗北と共に十分に闇の力が集まったことで、クラリスをも見限ってしまう。そして集めた闇の力を解放し、世界を闇に染め始める。
本来ゲームキャラとして作られた彼女は、キラリ達の世界にまでは干渉できないはずだったが、悪の限りを尽くす心が暴走し、自分の意思のみでキラもりをリリース。それをプレイし自分の圧倒的な力の前にクリア出来なかった人間達の負の感情を吸収し、ゲームキャラを超えた存在へと成長してしまう。第1話でキラパワ王国を闇に染め上げた際には、もはやただゲームプレイするだけでは止められないレベルにまで、闇を蓄えていた。
キラパワも、一度は自身の圧倒的な力ときらめき一つない真っ暗な心の前に屈服させるが、ひめにゃんの言葉によりキラパワのビビッとマックスがさらに進化。自身の中にわずかなきらめきを見出すと、恐れをなしてキラパワ王国に逃げ帰った。しかし、完全に闇に染まったキラパワ王国でゲームキャラとしての真の力を発揮し、キラパワを完全敗北へと追い込み絶望させようとする。だが、キラパワもまた、ゲームにはないゲームを超えた存在であり、なおかつ自分には全くないたくさんの"ビッ友"、すなわち無限の友情の力を持っており、いくら圧倒的な力を振るおうと何度でも蘇り、キラパワがこれまで作った"ビッ友"の力で自身の心の闇も完全に晴らされ浄化される。そして光の魔女・ピッカリリとして生まれ変わる。
最終話では、元四天王の4人と共に、ビッ友カフェをニュービッ友カフェとして引き継いだ。
マックラクラスケ/ダークナイト
演 - 鈴木志遠
マックラ帝国の闇の四天王の男性の1人。一人称は「おいら」。
マックララの命令でキラキラな人間をヤミーにし、さらにそのヤミーから得た闇の力のエキスを飲み、キラメキパワーズと戦う（そのときの名称は〇〇クラスケ）。
第11話にて度重なる失敗により後がなくなったことで、メタモルメモリーを奪い取る指示を受け、ヤミ汁の力でダークナイトに覚醒し、キラメキパワーズと戦闘する。最初こそ優位に戦っていたが、一瞬の隙を突かれてひめにゃんにメタモルメモリーを使われ、ホノカとコユキの2人のキラパワへの覚醒を許してしまう。
続く第12話でその2人を含む4人に翻弄された末に浄化されて改心し、ビッ友となる。
第50話でも、マックララの闇を晴らすために協力し、最終話ではピッカリリとして生まれ変わった彼女や他の四天王達と共に、ビッ友カフェを引き継いだ。
ヤミジロウ/ダークオーガ
演 - うえきやサトシ
第12話のラストより登場したマックラ帝国の闇の四天王の1人。一人称は「俺」。ヤミサブロウの兄で、外見は31歳くらいの男性。やや抜けたところがある。
第18話で、ホノカの捨て身の策により作戦に失敗し、マックララに消されそうになった弟のヤミサブロウを庇うため、ダークオーガとなり1人で残る3人のキラメキパワーズとの戦いに挑むも、第19話で再び4人揃ったキラメキパワーズにより、浄化されて改心し、ビッ友となる。
その後は植木屋として真面目に働いていたが、第22話にて自分を最後のパーツとして欲しがったヤミサブロウにより見つかってしまう。ホノカとコユキを、ヤミサブロウから生身で庇ったことで捕まってしまい、ヤミジロウGに改造されてしまう。その後の第23話にて、自我もなくヤミサブロウの言いなりになって、キラリ以外のキラパワを含む、多くの人々をヤミー空間に引き込む。それにより集めた大量の闇のパワーでヤミサブロウをダークギークに覚醒させるも、キラリの必死の呼びかけにより自我を取り戻し、自らヤミー空間を作り出す核となる装置を壊し、人々を解放する。その後は力尽きたかと思われたが、いざヤミサブロウがやられそうになった際、元来の弟思いな自分の意思でヤミサブロウを庇った。
実は小学時代の20年前（2001年）、彼のクラスメイトたちに弟・ヤミサブロウを伊達メガネに対して酷評するなどのいじめを受けているところを目撃し、「コラー!俺の弟をいじめるなー!」とヤミサブロウをいじめているクラスメイトたちを叱責して追っ払い、ヤミサブロウを助けた過去を持っていた。
ダークギークとして弟が敗れていざ再びマックララに消されそうになっても、最後の最後まで弟思いな姿勢を曲げず、最終的には弟と一緒に消されてしまったが、最終話では復活し、ピッカリリとして生まれ変わった彼女や弟・ヤミサブロウ達と共に、ビッ友カフェを引き継いだ。
ヤミサブロウ/ダークギーク
演 - 田村健太郎
第12話のラストより登場したマックラ帝国の闇の四天王の1人。一人称は「俺」。ヤミジロウの弟で、ヤミジロウより3歳年下の男性。伊達メガネをかけており、人間をダークヤミーに変化させる球根型の機械の開発者。敬語で話し、余計なことまで喋る兄のストッパー役も担う。だが、一方でその兄を武器として利用しようとする冷酷な性格も垣間見える。
第19話のラストで、自分を庇って出撃した兄のヤミジロウが枯れ木になったことでショックを受けていたが、その後の第22話では"自身最強の武器"の最後のパーツとして兄・ヤミジロウを選び、捕獲して自身と共に改造した。このことは、キラメキパワーズにも第23話で明かした。
トラップを巧みに操り、キラリ以外のキラパワをヤミジロウGに取り込み、さらに自らの改造した左腕に集めた闇のエネルギーを転送し、ダークギークとなる。1人で戦うキラリにヤミジロウGと共に優位に立つが、キラリの呼びかけでヤミジロウが自我を取り戻して自ら装置を壊したことで、他の3人も解放されてしまう。逆上して襲い掛かるも、4人となったキラパワたちに敵うはずもなく浄化される。
それでも改心せず、自身も完全に消し去らなければクエストクリアにならないことを明かしてキラパワ達を煽るも、機能停止したはずのヤミジロウが自身の意思で自分を庇おうとしたことで動揺。
小学時代の20年前（2001年）、ヤミジロウのクラスメイトたちから彼がかけている伊達メガネをダサいと酷評し、伊達メガネを外すように指示されるいじめを受けていたが、兄のヤミジロウによって助けられた。
内に秘めた兄を想う気持ちをキラリに認められてビッ友になるよう誘われるも、自分の木が枯れ果てた時点でマックララから見切りをつけられており、兄もろとも用済みと言わんばかりに消されてしまう。そのため、唯一の改心することなく倒された、闇の四天王である。
最終話ではビッ友として復活し、ピッカリリとして生まれ変わった彼女や兄・ヤミジロウ達と共に、ビッ友カフェを引き継いだ。
クラリス/ダークラリス
演 - 宮崎歩夢
第25話より登場したマックラ帝国の闇の四天王の1人。一人称は「私」、口癖は「あそぼ、あそぼ、あっそっぼー！」。
心身共に子供のように幼く、マックララの指示を聞かないこともしばしば。しかし、本人やマックララ曰く「隠しダンジョンの奥の奥の奥にいる最後の四天王」であり、それに違わぬ戦闘力と耐久力を持っている。
自身のエンブレムを模したカードを持っており、これはキラパワへのメッセージを送る際や、配下のクラヤミーを生成する際に使う。
上記の通り、元々は隠しダンジョンの奥の奥の奥にいたため、誰もそこに辿り着くことができず、ずっと孤独だった。それゆえ「友達」や「夢」など、人間界をはじめとした表の世界の誰もが知っている概念がわからず、マックララに呼び出された時に唯一持っていたのは、強い相手への渇望だった。
初登場してから早速、自力でひめにゃんがいるビッ友カフェに乱入し、魔力でひめにゃんを拉致してマックラ帝国へ連れてくる。続く第26話にて自ら対戦を申し込むが、自身に全くダメージを与えられないままキラパワが追い詰められるのを見て「ザコキャラ」と失望し、一方で「このまま一方的に倒してもつまらない」という考えから見逃してしまう。
だが、ファントミラージュの力をキラパワが得た時点での再戦では、今度は自身の体力を半分まで削ったことを賞賛し、奪っていたひめにゃんを返してしまうが、実はひめにゃんには同時に呪いをかけており、砂時計を用意して呪いが完全なものになるのを待っていた。その一方で、キラパワが自身やクラヤミーとのバトル、そしてガールズ戦士メモリーの入手で強くなる中、キラパワにあって自身にない「友達」や「夢」について興味を持ち始める。
そんな矢先、マックララから「ひめにゃんが本物の猫になると永遠にキラパワと遊べなくなる」ことを聞き一時は呪いを解除しようとするも、一方で「キラパワは人間だからいずれクラリスを忘れてしまう」「ひめにゃんが本物の猫になれば永遠に彼女と一緒にいられる（すなわち孤独から抜け出せる）」ことを聞き、キラパワとの決別を決意する。
決別のバトルの中、ただの人間に戻っても自身を見捨てず、ビビッとマックスの力を解放したキラパワに、自身も限界突破してお互いに全力でのバトルを繰り広げる。それでもマックララの言葉が足枷となり、頑なにビッ友になるのを拒否し続けるが、キラパワが自身の心に秘めた本当の気持ちを汲み取ってくれたことで、再び希望を見出されながら浄化され、それによってひめにゃんの呪いも解除された。
キラパワの4人とビッ友に、すなわち真の友達となり、また遊ぶ約束をしたが、その直後にマックララから「最強の闇の四天王は手放すわけにはいかない」という言葉と共に、ビッ友ホイッスルを残して連れ去られてしまう。それでも「絶対にクラリスを助ける」という約束をキラパワにすることで、最後の希望を託すが、第40話になってもキラパワがずっと来なかったことに絶望し、やってきたマックララによって、強力なマックラヤミーにして闇の四天王最強の戦士「ダークラリス」にされてしまう。
最強の闇の四天王として、キラパワのキラメキを徹底的に奪おうとする中、黒く塗りつぶした自分の絵がキラパワサニーの攻撃で一瞬元に戻るのを見て、キラパワとビッ友だった自分を思い出す。それでも、マックララの闇により立ち上がると、再びキラパワに襲いかかる。自分の絵の闇が完全に晴らされ、ロイヤルドリームピュアライズで自分の夢を思い出しても、キラパワへの思いはマックララの強い闇によりかき消される。だが、キラリの悲しむ姿を見て、ついに本当の心を再び取り戻す。キラパワとの友情を再確認すると、再び浄化されて自分のビッ友ホイッスルを受け取り、隠しダンジョンを脱出する。
その後も最後までキラパワを信じ続け、マックララの闇を晴らすために協力した。最終話ではピッカリリとして生まれ変わった彼女や他の四天王達と共に、ビッ友カフェを引き継いだ。

## スタッフ
- 原作 - タカラトミー、OLM
- 掲載 - ぷっちぐみ、幼稚園、めばえ（小学館）
- エグゼクティブプロデューサー - 鴻巣崇（タカラトミー）
- プロデューサー - 村松紗也子（テレビ東京）、遠藤哲哉（電通）、坂美佐子（OLM）
- 制作プロデューサー - 井上文雄、前田茂司、奥野邦洋、青木智紀
- 総監督・監督 - 三池崇史
- 監督 - 横井健司、西海謙一郎、倉橋龍介
- シリーズ構成・脚本 - 加藤陽一
- 脚本 - 青木万央、松井香奈、中園勇也
- キャラクタースーパーバイザー - 前田勇弥
- ダンス監修 - expg
- VFX演出 - 田所貴司
- 音楽 - 遠藤浩二
- 現像所 - 東京現像所
- 音楽プロデューサー - 舩橋宗寛
- 音楽協力 - テレビ東京ミュージック
- 撮影 - 北信康
- 照明 - 佐藤宗史
- 美術 - 沖原正純
- 制作協力 - 楽映舎
- 制作プロダクション - OLM TEAM MIIKE
- 製作 - テレビ東京、電通、OLM

## 楽曲
| 使用箇所           | 曲名                 | 作詞                        | 作曲                        | 編曲                        | 歌       | 使用話数 | 補足     |
| ------------------ | -------------------- | --------------------------- | --------------------------- | --------------------------- | -------- | -------- | -------- |
| オープニングテーマ | Fun!Fun!Fun! 〜夢∞〜 | 浦島健太・野口大志          | 浦島健太・野口大志          | 浦島健太・野口大志          | Lucky²   | 0 - 25   | [ 注 9 ] |
| オープニングテーマ | Brand New World!     | しらゆき美優                | アッシュ井上(Dream Monster) | アッシュ井上(Dream Monster) | Lucky²   | 26 - 50  |          |
| エンディングテーマ | キミすき             | 菊池諒                      | えとゆま                    | えとゆま                    | Lucky²   | 0 - 25   | [ 注 9 ] |
| エンディングテーマ | 君はダーリン         | 川島有真                    | 川島有真                    | 金井奏馬                    | Lucky²   | 26 - 50  |          |
| 挿入歌             | Catch Me!            | PENGUINS PROJECT・Ryo-chang | PENGUINS PROJECT・Ryo-chang | CLARABELL                   | miracle² | 31       |          |

## 放映リスト
放送日はテレビ東京基準。
第38話までの各話の終了後には本作品に出演するキャストたちの挑戦を追いかけるミニコーナー、「キラパワつうしん」を放送。
| 放送日        | 話数     | サブタイトル                                   | ゲストキャラクター                                                                                       | ヤミー                                                                    | マックラ帝国                                 | キラパワメモリー                             | 脚本              | 監督       |
| 30分時代      | 30分時代 | 30分時代                                       | 30分時代                                                                                                 | 30分時代                                                                  | 30分時代                                     | 30分時代                                     | 30分時代          | 30分時代   |
| ------------- | -------- | ---------------------------------------------- | --- | ------------------------------------------------------------------------- | -------------------------------------------- | -------------------------------------------- | ----------------- | ---------- |
| 2021年 7月4日 | 0        | 事前特番 新ガールズ戦士誕生スペシャル!         | なし | なし                                                                      | なし                                         | なし                                         | 青木万央          | 倉橋龍介   |
| 7月11日       | 1        | ビビーッとビッ友!キラメキパワーズ!             | ダンスの先生（松本利夫）                                                                                 | ゾンビーヤミー                                                            | ゾンビークラスケ                             | ストップメモリー                             | 加藤陽一          | 三池崇史   |
| 7月18日       | 2        | 二人目のキラメキパワーズを探せ!                | なし | イヤサナ〜イヤミー                                                        | イヤサナ〜イクラスケ                         | なし                                         | 加藤陽一          | 三池崇史   |
| 7月25日       | 3        | 月の癒し手!キラパワムーン・ユヅキ!             | なし | なし                                                                      | イヤサナ〜イクラスケ                         | サーチメモリー                               | 加藤陽一          | 三池崇史   |
| 8月1日        | 4        | はむりぃとぴっぴぃを追え!                      | なし | ぴっぴぃヤミー                                                            | ぬいぐるみクラスケ                           | メタモルピース                               | 加藤陽一          | 倉橋龍介   |
| 8月8日        | 5        | ひめにゃんをお手当てせよ!                      | 松田さん（小林けんいち） 紫守優美（加藤貴子）                                                            | ナオラナーイヤミー                                                        | サンバダンサークラスケ                       | なし                                         | 松井香奈          | 倉橋龍介   |
| 8月15日       | 6        | ひめにゃんを音で癒せ!                          | 音羽ショパン（石田星空）                                                                                 | イヤ〜ナオトヤミー                                                        | ミュージシャンクラスケ                       | メタモルピース                               | 松井香奈          | 倉橋龍介   |
| 8月22日       | 7        | 最強にラブってるビッ友を探せ!                  | ラブパトリーナ 愛羽ツバサ（渡辺未優） 紫原サライ（山口莉愛） 青瀬コハナ（山下結衣） 七色ソラ（杉浦優來） | ラブパトヤミー                                                            | ラブパトクラスケ                             | サイレントメモリー メタモルピース            | 青木万央          | 横井健司   |
| 8月29日       | 8        | マックララの野望を止めろ!                      | なし（1話から7話までの総集編）                                                                           | なし（1話から7話までの総集編）                                            | なし（1話から7話までの総集編）               | なし（1話から7話までの総集編）               | 中園勇也          | 横井健司   |
| 9月5日        | 9        | キラパワのひみつを守れ!                        | 桐山ケント（山口太幹）                                                                                   | ジッキョウヤミー                                                          | ジッキョウクラスケ                           | リバースメモリー メタモルピース              | 青木万央          | 横井健司   |
| 9月12日       | 10       | 秘宝メタモルメモリーを手に入れよ!              | 友野達也（武藤賢人） 友野愛菜（長野じゅりあ）                                                            | ウェディングヤミー                                                        | ウェディング～クラスケ                       | なし（星のマークの入ったちくわ）             | 中園勇也          | 西海謙一郎 |
| 9月19日       | 11       | メタモルメモリーの決戦!                        | なし | なし                                                                      | ダークナイト                                 | メタモルメモリー                             | 加藤陽一          | 西海謙一郎 |
| 9月26日       | 12       | キラパワファイン!キラパワスノー!               | なし | なし                                                                      | ダークナイト                                 | なし                                         | 加藤陽一          | 西海謙一郎 |
| 10月3日       | 13       | マックラ帝国の新たなたくらみを探れ!            | 尾湯川秀美（藤澤恵麻）                                                                                   | ジッケンダークヤミー                                                      | なし                                         | なし                                         | 松井香奈          | 倉橋龍介   |
| 10月10日      | 14       | キラパワフォンの新たな力を解き放て!            | ハナコ・モリタ（三木アコスヤ）                                                                           | ファッションダークヤミー                                                  | なし                                         | なし                                         | 松井香奈          | 倉橋龍介   |
| 10月17日      | 15       | キラリとユヅキ レベルアップせよ!               | 光闇（藤井隆）                                                                                           | オショウサンダークヤミー                                                  | なし                                         | なし                                         | 青木万央          | 倉橋龍介   |
| 10月24日      | 16       | 雪の魔法を使いこなせ!                          | 鈴村志穂（徳永えり） 鈴村なお（稲垣来泉）                                                                | ママダークヤミー                                                          | なし                                         | アヤツリメモリー                             | 青木万央          | 横井健司   |
| 10月31日      | 17       | 炎のバトルに勝利せよ!                          | 赤井依知子（黒谷友香）                                                                                   | スイーツダークヤミー                                                      | なし                                         | なし                                         | 中園勇也 加藤陽一 | 横井健司   |
| 11月7日       | 18       | 捕らわれのホノカを救い出せ!                    | なし | なし                                                                      | ダークオーガ                                 | なし                                         | 中園勇也 加藤陽一 | 横井健司   |
| 11月14日      | 19       | ヤミの四天王ダークオーガを倒せ!                | なし | なし                                                                      | ダークオーガ                                 | パワーアップメモリー                         | 中園勇也 加藤陽一 | 横井健司   |
| 11月21日      | 20       | シャイニーさんのごほうび!                      | なし（4話から6話・11話から19話までの総集編）                                                             | なし（4話から6話・11話から19話までの総集編）                              | なし（4話から6話・11話から19話までの総集編） | なし（4話から6話・11話から19話までの総集編） | 松井香奈          | 西海謙一郎 |
| 11月28日      | 21       | 太陽の勇者よ、至急レベルアップせよ!            | 桐山ケント（山口太幹） きらちゃん（矢作穂香）                                                            | ニンキモノダークヤミー                                                    | なし                                         | なし                                         | 松井香奈          | 西海謙一郎 |
| 12月5日       | 22       | マックラ帝国最凶の武器のナゾを探れ!            | 庭木繁（徳井優）                                                                                         | グリーンダークヤミー                                                      | なし                                         | なし                                         | 青木万央          | 倉橋龍介   |
| 12月12日      | 23       | 決戦!ヤミの四天王界最強の兄弟!                 | レポーター（西野未姫) 警察官（出合正幸）                                                                 | ヤミジロウG（正式にはヤミーではなく、ヤミサブロウ（ダークギーク）の武器） | ダークギーク                                 | なし                                         | 青木万央          | 倉橋龍介   |
| 12月19日      | 24       | ヤミの四天王ダークギークを倒せ!                | レポーター（西野未姫) 警察官（出合正幸）                                                                 | ヤミジロウG（正式にはヤミーではなく、ヤミサブロウ（ダークギーク）の武器） | ダークギーク                                 | なし                                         | 青木万央          | 倉橋龍介   |
| 12月26日      | 25       | 伝説の戦士のひみつを探れ!                      | 紫原サライ（山口莉愛）                                                                                   | なし                                                                      | なし                                         | なし                                         | 青木万央          | 倉橋龍介   |
| 2022年 1月9日 | 26       | 新たな四天王を探れ!                            | 紫原サライ（山口莉愛）                                                                                   | なし                                                                      | クラリス                                     | なし                                         | 松井香奈          | 横井健司   |
| 1月16日       | 27       | 最強の赤の戦士・ファントミダイヤのひみつを探れ | 紅羽セイラ（石井蘭） 中島（山﨑光） 紫原サライ（山口莉愛）                                               | ダンシングクラヤミー                                                      | なし                                         | ファントミラージュメモリー                   | 松井香奈          | 横井健司   |
| 1月23日       | 28       | ひめにゃんを取り戻せ!                          | なし | なし                                                                      | クラリス                                     | なし                                         | 松井香奈          | 横井健司   |
| 1月30日       | 29       | 紫の魔法戦士のひみつを探れ!                    | 星奈シオリ（小川桜花） 如月ニコ（斎藤さらら）                                                            | モデルさんクラヤミー                                                      | なし                                         | マジマジョピュアーズメモリー                 | 中園勇也          | 西海謙一郎 |
| 2月6日        | 30       | 消えたひめにゃんを探せ!                        | 舘倫太郎（松浦祐也）                                                                                     | ニャンコクラヤミー                                                        | なし                                         | なし                                         | 中園勇也          | 西海謙一郎 |
| 2月13日       | 31       | 伝説の青の戦士のひみつを探れ!                  | 橘フウカ（小田柚葉） 水落クルミ（柊子） 司会者（井澤愛巴）                                               | パパラッチクラヤミー                                                      | なし                                         | ミラクルちゅーんずメモリー                   | 青木万央          | 西海謙一郎 |
| 2月20日       | 32       | 最後のガールズ戦士メモリーをゲットせよ!        | 紫原サライ（山口莉愛） 上羽露衣人（白又敦）                                                              | ミュージカルクラヤミー                                                    | なし                                         | ラブパトリーナメモリー                       | 青木万央          | 西海謙一郎 |
| 2月27日       | 33       | キラパワの真の力に目覚めよ!                    | なし | なし                                                                      | クラリス                                     | マックスメモリー                             | 松井香奈          | 倉橋龍介   |
| 3月6日        | 34       | ビビっとマックスでクラリスの闇を晴らせ!        | なし | なし                                                                      | クラリス（限界突破）                         | なし                                         | 松井香奈          | 倉橋龍介   |
| 3月13日       | 35       | クラリスを救え!                                | なし（27話・29話・31話から34話までの総集編）                                                             | なし（27話・29話・31話から34話までの総集編）                              | なし（27話・29話・31話から34話までの総集編） | なし（27話・29話・31話から34話までの総集編） | 中園勇也          | 倉橋龍介   |
| 3月20日       | 36       | クラリスへと続く地図を探せ!                    | 醍醐蔵（石田卓也）                                                                                       | チーズマックラヤミー                                                      | なし                                         | なし                                         | 青木万央          | 横井健司   |
| 3月27日       | 37       | クラリスへと続くチーズを完成させよ!            | 三ツ星厨（堀井新太）                                                                                     | ミツボシレストランマックラヤミー                                          | なし                                         | なし                                         | 青木万央          | 横井健司   |
| 4月3日        | 38       | ダンジョンのカギを手に入れよ!                  | 宮本武子（紺野まひる）                                                                                   | ガーディアンマックラヤミー                                                | なし                                         | なし（ダンジョンのカギ）                     | 中園勇也          | 西海謙一郎 |
| 15分時代      |          |                                                | |                                                                           |                                              |                                              |                   |            |
| 4月10日       | 39       | 隠しダンジョンの入り口を探せ!                  | 浦内珠代（根岸季衣）                                                                                     | ウラナイマックラヤミー                                                    | なし                                         | なし                                         | 中園勇也          | 西海謙一郎 |
| 4月17日       | 40       | ホノカ炎の占いバトル!                          | 浦内珠代（根岸季衣）                                                                                     | ウラナイマックラヤミー                                                    | なし                                         | なし                                         | 中園勇也          | 西海謙一郎 |
| 4月24日       | 41       | クラリスを探し出せ!                            | なし | なし                                                                      | なし                                         | なし                                         | 松井香奈          | 倉橋龍介   |
| 5月1日        | 42       | 大ピンチ!ダークラリスVSキラパワ!               | なし | なし                                                                      | ダークラリス                                 | なし                                         | 松井香奈          | 倉橋龍介   |
| 5月8日        | 43       | ダークラリスの闇を晴らせ!                      | なし | なし                                                                      | ダークラリス                                 | なし                                         | 松井香奈          | 倉橋龍介   |
| 5月15日       | 44       | 光の勇者をよみがえらせよ!                      | なし | なし                                                                      | なし                                         | なし                                         | 青木万央          | 倉橋龍介   |
| 5月22日       | 45       | キラパワメモリーをコンプリートせよ!            | 光本勇士（柄本佑）                                                                                       | 勇者ヤミー                                                                | なし                                         | メロメロメモリー                             | 青木万央          | 横井健司   |
| 5月29日       | 46       | 最後のクエスト!マックララを倒せ!               | 光本勇士（柄本佑）                                                                                       | なし                                                                      | マックララ                                   | なし                                         | 加藤陽一          | 横井健司   |
| 6月5日        | 47       | 闇に包まれたキラメキパワーズ!                  | 光本勇士（柄本佑）                                                                                       | なし                                                                      | マックララ                                   | なし                                         | 加藤陽一          | 横井健司   |
| 6月12日       | 48       | キラパワ王国へ!マックララの罠!                 | 光本勇士（柄本佑）                                                                                       | なし                                                                      | マックララ                                   | なし                                         | 加藤陽一          | 横井健司   |
| 6月19日       | 49       | 最後の戦い!マックララをキラめかせろ!           | 光本勇士（柄本佑）                                                                                       | なし                                                                      | マックララ                                   | メタモルメモリー                             | 加藤陽一          | 横井健司   |
| 6月26日       | 50       | キラメキパワーズは永遠に!                      | 光本勇士（柄本佑）                                                                                       | なし                                                                      | なし                                         | なし                                         | 青木万央          | 横井健司   |

## 放送局
| 放送期間                                              | 放送時間                              | 放送局                                                 | 対象地域 | 備考                       |
| ----------------------------------------------------- | ------------------------------------- | ------------------------------------------------------ | -------- | -------------------------- |
| 2021年7月11日 - 2022年4月3日 2022年4月10日 - 6月26日  | 日曜 9:00 - 9:30 日曜 9:00 - 9:15     | テレビ東京（製作局）をはじめとする テレビ東京系列全6局 | 日本国内 |                            |
| 2021年7月20日 - 2022年4月26日 2022年5月3日 - 7月19日  | 火曜 17:25 - 17:55 火曜 17:25 - 17:40 | びわ湖放送                                             | 滋賀県   |                            |
| 2021年7月24日 - 2022年7月9日                          | 土曜 7:30 - 8:00                      | 東日本放送                                             | 宮城県   | [ 注 11 ]                  |
| 2021年7月25日 - 2022年7月10日                         | 日曜 5:15 - 5:45                      | 琉球放送                                               | 沖縄県   | 以前のシリーズは県内未放送 |
|                                                       | 日曜 5:50 - 6:20                      | 広島ホームテレビ                                       | 広島県   | [ 注 13 ]                  |
| 2021年7月25日 - 2022年4月17日 2022年4月24日 - 7月10日 | 日曜 8:30 - 9:00 日曜 8:45 - 9:00     | テレビ静岡                                             | 静岡県   |                            |
| 2021年8月3日 - 2022年4月26日 2022年5月3日 - 7月19日   | 火曜 17:00 - 17:30 火曜 17:00 - 17:15 | テレビ和歌山                                           | 和歌山県 | [ 注 14 ]                  |
| 2021年8月28日 - 2022年5月21日 2022年5月28日 - 8月13日 | 土曜 8:30 - 9:00 土曜 8:30 - 8:45     | キッズステーション                                     | 日本全域 | CS放送 / リピート放送あり  |
| 2021年10月2日 - 2022年8月27日                         | 土曜 6:30 - 7:00                      | テレビユー福島                                         | 福島県   | 以前のシリーズは県内未放送 |

| 配信開始日    | 配信時間        | 配信サイト | 備考                                                                          |
| ------------- | --------------- | --- | ----------------------------------------------------------------------------- |
| 2021年7月12日 | 月曜 0:00 更新  | - GYAO! - Google Play - HAPPY！動画 - ビデオマーケット - Rakuten TV - TSUTAYA TV - DMM.com - Hulu - U-NEXT - TELASA - music.jp - milplus - バンダイチャンネル - ひかりTV - J:COMオンデマンド | 有料配信                                                                      |
|               | 月曜 10:00 更新 | タカラトミーチャンネル（YouTube） | 第1話は1日遅れで無期限配信 第2話以降は1週遅れで1週間限定配信 次回予告はカット |

| テレビ東京系列 日曜9:00 - 9:15                                | テレビ東京系列 日曜9:00 - 9:15                                                                                                   | テレビ東京系列 日曜9:00 - 9:15                                                                                               |
| 前番組                                                        | 番組名 | 次番組 |
| ------------------------------------------------------------- | --- | --- |
| ポリス×戦士 ラブパトリーナ! （2020年7月26日 - 2021年6月27日） | ビッ友×戦士 キラメキパワーズ! （2021年7月11日 - 2022年6月26日） - ※ここまでガールズ×戦士シリーズ                                 | リズスタ -Top of Artists!- （2022年7月3日 - 12月25日） ↓ リズスタセレクション （2023年1月8日 - 3月26日） - ※15分枠より拡大。 |
| テレビ東京系列 日曜9:15 - 9:30                                | | |
| ポリス×戦士 ラブパトリーナ! （2020年7月26日 - 2021年6月27日） | ビッ友×戦士 キラメキパワーズ! （2021年7月11日 - 2022年4月3日） - ※ここまでガールズ×戦士シリーズ ※2022年4月10日以降は短縮して継続 | リズスタ -Top of Artists!- （2022年4月10日 - 12月25日） ↓ リズスタセレクション （2023年1月8日 - 3月26日）                    |

## 関連商品

### DVD-BOX
| 巻 | 発売日         | 収録話          | 規格品番   | 初回特典                     |
| -- | -------------- | --------------- | ---------- | ---------------------------- |
| 1  | 2022年3月30日  | 第0話 - 第15話  | ZMSZ-15431 | オリジナルミニクリアファイル |
| 2  | 2022年7月27日  | 第16話 - 第31話 | ZMSZ-15662 | オリジナルミニクリアファイル |
| 3  | 2022年11月25日 | 第32話 - 第50話 | ZMSZ-16103 | オリジナルミニクリアファイル |

## 関連作品の出演
『リズスタ -Top of Artists!-』
STEP31
桃瀬キラリ - 永山椿
紫守ユヅキ - 深澤日彩
赤星ホノカ - 比嘉優和
青羽コユキ - 佐藤栞奈